# 까탈레나
《까탈레나》(Catallena)는 대한민국의 걸그룹 오렌지캬라멜의 노래이다. 2014년 3월 12일 세 번째 싱글로 발매되었다. 까탈레나의 뜻은 까칠하지만 친해지고 싶은 사람이라는 뜻이다.

## 배경 및 발매
2014년 2월 4일 소속사 플레디스 엔터테인먼트는 한 언론과의 통화에서 "월 첫째주 컴백 날짜를 확정 짓고 금주 뮤직비디오 촬영을 진행한다"며 컴백을 알렸다. 2월 19일에는 도트무늬가 찍힌 치마에 스타킹, 하이힐을 신은 다리와 "ORANGE CARAMEL CATALLENA(오렌지캬라멜 까탈레나)"라고 쓰인 티저 사진을 공개했다. 다음 날 20일에는 플레디스 공식 트위터에 "컴백! 오렌지캬라멜! - '까탈레나'는 무엇?(Comeback! ORANGE CARAMEL! - What is '까탈레나'?)"라는 문구와 함께 두 번째 티저 사진을 공개했다. 21일에는 마지막 티저 사진이 공개되었고, 앞서 공개했던 사진들의 다리는 개그맨 김대성인 것으로 밝혀졌다.

## 구성
'까탈레나'는 파키스탄 펀자브족 민요인 'Jutti Meri'(주띠 메리)라는 결혼식 축가를 차용해 만든 인도 풍 디스코 곡이다. 유치하고 까칠하지만 이상한 매력으로 사람을 사로잡는 캐릭터 '까탈레나' 이야기를 담은 가사로 오렌지캬라멜 특유의 유니크 함에 중독성을 담아낸 곡이다.
노래에 사용된 원본 샘플은 2002년에 발매된 Ueberschall - Disco De Luxe입니다.

## 평가
《이즘》의 김도헌은 "여전히 디스코 풍의 뽕 댄스와 간단한 안무가 전면에 서고, 원곡(펀자브 민요)과는 일말의 공통점도 없는 생뚱맞은 콘셉트가 뒤를 받치지만 대중들의 반응은 전에 없이 우호적이다. 범람하는 섹시 콘셉트와 식상한 B급 기획들 속에서 다소 읽힌 예감도 없지 않았던 '병맛'이 도리어 신선함으로 다가올 줄 누가 상상했겠는가"라고 평가하며 별점 5점 중 3점을 부여했다. 《웨이브》의 블럭은 "이곡은 〈립스틱〉과 같이 댄스 뮤직의 요소를 차용하기보다는 기존에 조영수가 선보였던 맥락에 더 충실하다. 그러나 흡사 인도의 디스코 음악을 연상시키는 과잉이나 파키스탄 민요를 차용하는 등의 아이디어는 기존의 오렌지캬라멜 음악들이 가지고 있던 단점들을 보완하고 있다"고 리뷰했다.

## 뮤직비디오
〈립스틱〉 뮤직비디오 연출을 맡았던 아트 디렉터 디지페디가 〈까탈레나〉의 뮤직비디오에서도 또 다시 연출을 맡았다. 뮤직비디오의 컨셉은 바닷가에 살던 인어공주들이 어부에게 잡혀 수산시장을 거쳐 초밥집까지 가게 되는 이야기를 그린 코믹한 컨셉이다. 또 개그맨 정태호와 김대성이 출연했다. 감독은 초밥 집에서 초밥을 먹다가 오렌지캬라멜과 해보면 좋겠다고 생각하면서 컨셉을 잡았다. 하지만 KBS의 3월 3주차 심의에서 멤버들이 밥알에 올라가거나 포장지에서 꿈틀대는 장면 등 인명을 경시하고 있다 판단해 방송 부적격을 내렸다. 반면 MBC와 SBS에서는 모두 전체관람가로 심의가 났고, 소속사 플레디스 엔터테인먼트 측은 문제가 되는 장면만 편집해서 재심의를 넣는다고 발표했다.

## 기타
- 까탈레나를 작사 및 작곡한 사람이 이기용배이며 이 이기용배는 훗날 여자친구의 시간을 달려서를 작사 및 작곡하게 되는데 까탈레나와 시간을 달려서의 분위기가 정반대인 탓에 괴리감이 상당하다.

## 수록곡
| #            | 제목                                | 작사         | 작곡         | 재생 시간 |
| ------------ | ----------------------------------- | ------------ | ------------ | --------- |
| 1.           | 〈까탈레나 (Catallena) 뮤직비디오〉 | 이기, 용배   | 이기, 용배   | 3:13      |
| 2.           | 〈So Sorry〉                        | 이기, 용배   | 이기, 용배   | 3:03      |
| 3.           | 〈미친 듯이 울었어〉                | 김태현, E.G  | 김태현       | 3:22      |
| 총 재생 시간 | 총 재생 시간                        | 총 재생 시간 | 총 재생 시간 | 9:38      |

## 차트

### 주간 차트
| 차트 (2014)                   | 최고 순위 |
| ----------------------------- | --------- |
| 대한민국 (가온 디지털 차트)   | 6         |
| 대한민국 (가온 스트리밍 차트) | 5         |
| 대한민국 (가온 다운로드 차트) | 3         |
| 대한민국 (가온 BGM 차트)      | 9         |